# Буханенко Дмитро Панасович
Дмитро́ Пана́сович Бухане́нко (*1 січня 1939, Білка) — письменник, прозаїк,Заслужений працівник культури України.
Народився 1 січня 1939 р. в с. Білка Янівського району Одеської області. Закінчив філологічний факультет Одеського державного університету. Директор Всеукраїнського державного видавництва «Маяк». Заслужений працівник культури України.
Автор книжок «А над тайфуном зорі», «Катакомби ведуть до моря», «Катакомб з моря не видно», «Привиди джунглів».